# KGB : Le Sabre et le Bouclier

KGB : Le Sabre et le Bouclier est un documentaire en trois parties réalisé par Jamie Doran en 2019,,.

## Synopsis
L'histoire de l'évolution successive des services secrets en Russie, depuis la Tchéka en 1917 puis du Guépéou en 1922, suivi ensuite par le NKVD en 1934 avant d'être remplacé en 1954 par le KGB jusqu'à l'actuel FSB.

## Fiche technique
- Réalisation : Jamie Doran
- Écriture : Jamie Doran
- Production : Clover Films
- Coproduction : ZDF
- Diffuseur : Arte France

## Épisodes
1. Dzerjinski & Co
2. Beria & Co
3. Poutine & Co.

## Réception
Le Monde salue un documentaire riche en témoignage et images d'archives de même que Télérama. Quant à lui, Le Vif parle d'une reconstitution mal exécutée sur la forme mais dont le récit sauve le fond. La Revue Délibéré juge que le documentaire a par moments des hauts et des bas.